# Sałatka grecka

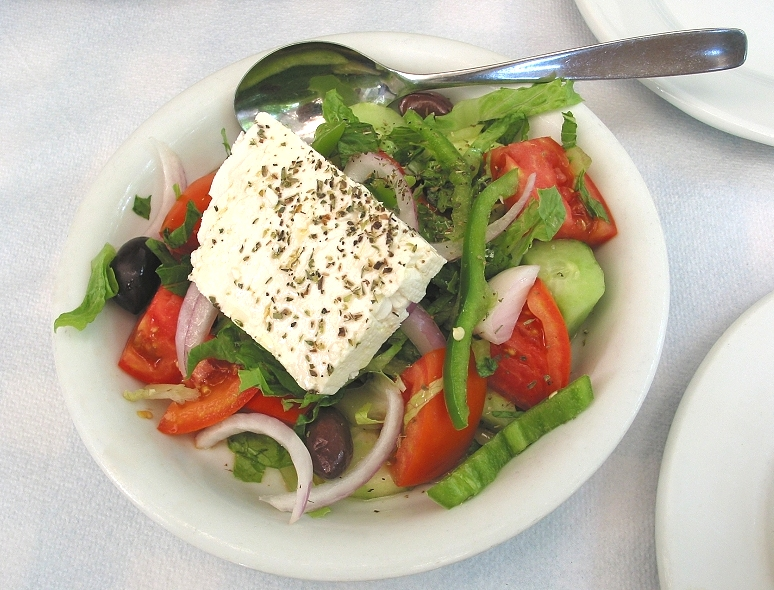
Klasyczna choriatiki z plastrem fety i posypana lebiodką (oregano)

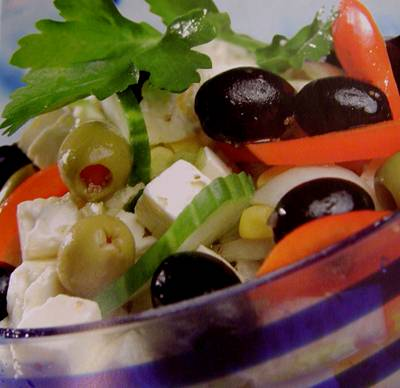
Wariant z oliwkami i serem pokrojonym w kostkę

Grecka sałatka wiejska (ngr. χωριάτικη σαλάτα – choriatiki salata, IPA: [xorˈjatiki saˈlata]), dosł. „wiejska sałatka” – tradycyjna sałatka kuchni greckiej, znana i jadana na całym świecie jako przekąska (meze), a także jako dodatek do niemal wszystkich potraw, zwłaszcza do ryb i dań mięsnych.
Sporządzana i serwowana w rozmaitych odmianach pod względem użytych dodatków. W typowej wersji z Grecji zawiera grubo pokrojone pomidory i ogórki, czerwoną cebulę w krążkach (talarkach), oliwę, ser feta (w lokalach – w plastrze, gr. feta – plaster), nierzadko dodaje się czarne oliwki (czasem zielone). Również skrojoną zieloną słodką paprykę, kapary, anchois, pietruszkę, rukolę, lubczyk, przede wszystkim jednak przyprawia się lebiodką, czyli oregano. Sałatka ta w różnych dodatkowych wariantach (np. z sałatą, z octem winnym, serem feta pokrojonym w kostkę) jest serwowana powszechnie, także w restauracjach typu fast-food.
Danie może być składnikiem diety niskowęglowodanowej.